# 高橋かおり
高橋 かおり（たかはし かおり、1975年〈昭和50年〉8月29日 - ）は、日本の女優である。融合事務所所属（2010年4月1日〜）。元・砂岡事務所→オフィスASOBO所属。

## 来歴
神奈川県横浜市出身。横浜市立市ヶ尾小学校 、横浜市立市ヶ尾中学校、中延学園高等学校卒業。
初めは子役として、1982年の映画『誘拐報道』でデビューする（翌1983年の映画人生劇場や、3年後の1985年にも映画『櫂』で子役として出演）。
1990年代前半には一部で、中嶋朋子、小島聖とともに、「砂岡三人娘」（「角川三人娘」のもじり）と称されることもあった。
1996年11月にはFOCUSで三田村邦彦との不倫が報じられ、三田村が会見を開いたほか、高橋も事務所を通し否定した。
テレビの企画番組『Film Factory』（テレビ東京）では、監督業にも挑戦した。
2019年6月に一般人男性と結婚している。

## 人物
趣味は手芸、特技はピアノ、フルート。
家族には姉と妹がおり、三姉妹の次女である。

## 出演

### 映画
- 誘拐報道（1982年） - 古屋香織 役
- 人生劇場（1983年） - おりん（青成瓢吉の幼馴染） 役
- 櫂（1985年） - 綾子 役
- 熱海殺人事件（1986年） - 二階堂洋子 役
- プルシアンブルーの肖像（1986年） - 桐島冬花 役
- 四万十川（1989年） - 山本朝子 役
- 青春デンデケデケデケ（1992年） - 石川恵美子 役
- 今日から俺は!!（1994年） - 赤坂理子 役
- あした（1995年） - 原田法子 役
- 風の歌が聴きたい（1998年） - 鳥羽聡美 役
- 生霊（1999年） -小森 役
- 淀川長治物語・神戸篇 サイナラ（2000年） - 富子 役
- 光の雨（2001年） - 高取美奈 役
- 理由（2004年） - 戸村弁護士秘書 役
- この世の外へ クラブ進駐軍 （2004年） - 英子 役
- 転校生 さよならあなた（2007年） - ピアノ運搬業者 役
- その日のまえに（2008年） - 佐藤俊治の妻 役
- グラキン★クイーン（2010年） - マリンハハ 役
- 北のカナリアたち（2012年） - 信人の婚約者 役
- 空人（2015年） - 阿部紀和 役
- みんな好いとうと（2016年）
- 一茶（公開未定[3]）
- カスリコ（2019年） - 岡田幸江 役
- 神の発明。悪魔の発明。（2019年1月11日、岩崎登監督）[4]

### テレビドラマ

#### 連続ドラマ
1989年まで
- 柳生十兵衛あばれ旅 第9話「なみだ峠で待つ女」（1982年、テレビ朝日） - おみつ 役
- 大奥（1983年、フジテレビ） - 徳川和子 役
- もういちど結婚（1983年、TBS）
- 夫婦ねずみ今夜が勝負 第3話「親父の悩み救います」（1983年、テレビ東京）
- 京都マル秘指令 ザ新選組 第12話「女子マラソンを猛獣が襲うぞ!」（1984年、朝日放送）
- 宇宙刑事シャイダー 第38話「魔少女シンデレラ」（1984年、テレビ朝日） - 早見聖 役
- 暴れん坊将軍II 第96話「母も切ない、鬼は外!」（1985年、テレビ朝日） - おこま 役
- ポニーテールはふり向かない（1985年10月～1986年3月、TBS） - 田丸絵美子 役
- 武蔵坊弁慶（1986年、NHK総合） - 小玉虫 役
- 子どもの隣り（1986年5月5日、NHK） - 千佳 役
- スタンドバイミー2 気まぐれ天使（1988年、TBS） - 主演
- 長七郎江戸日記 第2シリーズ 第33話「長い銀の箸」（1988年、日本テレビ / ユニオン映画） - 菅野みほ 役
- シリーズ街・東京都心「問題の教師」（1989年3月、テレビ朝日）
- 風雲!真田幸村（1989年、テレビ東京） - 千姫 役

1990年代
- ホットドッグ（1990年4月～6月、TBS） - 中西久美子 役
- 裸の大将放浪記 第55話「清の桃太郎鬼退治」（1992年、関西テレビ） - 里子 役
- 腕におぼえあり2（1992年、NHK総合） - はる 役
- 炎立つ（1993年、NHK総合） - 岐巳 役
- 湘南女子寮物語（1993年、テレビ朝日） - 露木美奈 役
- 先生はワガママ（1994年、朝日放送）
- 父子鷹（1994年1月～3月、日本テレビ） - お順 役
- ザ・シェフ 第5話「悪徳ニセ者との対決! 死の淵からの挑戦!!」（1995年、日本テレビ）
- 味いちもんめ（1996年、テレビ朝日） - 真澄 役
- ドラマ新銀河（NHK）
  - いらっしゃい（1996年） - 川瀬みすず 役
  - 父さんは森に隠れる（1997年） - 石坂美紀 役
- 金曜エンタテイメント「鍵師4」 - 盗まれた高額宝石を追え! -（1996年、フジテレビ） - 近藤沙織 役
- 新・半七捕物帳 第6話「女行者」（1997年、NHK総合） - 左衛門 役
- Shin-D 「マーダー・ゲーム」（1999年1月、日本テレビ 全4話）
- 救命病棟24時 第10話（1999年、フジテレビ） - 鳥居瞳 役
- こいまち 第10話（1999年、フジテレビ） - 秋野恵 役
- ズッコケ三人組第12回「ズッコケ山賊修行中・後編・大脱走」（1999年6月26日、NHK教育） - 土ぐも 役

2000年代
- 葵 徳川三代（2000年、NHK総合） - お静 役
- バーチャルガール（2000年、日本テレビ） - 優香子 役
- 別れる二人の事件簿（2000年、テレビ朝日） - 羽川ルナ 役
- 茂七の事件簿 新ふしぎ草紙 第1話「置いてけ堀」（2002年、NHK総合） - おしず 役
- さくら（2002年、NHK総合） - 戸田真樹子 役
- 幸せ咲いた〜結婚相談所物語〜（2003年、東海テレビ）主演 - 野上咲 役
- ドラマ30 幼稚園ゲーム3（2003年11月 - 2004年1月、CBC）主演 - 小川明美 役
- スカイハイ2 第6話（2004年、テレビ朝日）
- ウルトラQ dark fantasy（2004年、テレビ東京） - 山瀬由美子 役
- 危険な関係（2005年、東海テレビ）主演 - 佐倉柊子（矢内柊子） 役
- 相棒Season IV スペシャル（2005年、テレビ朝日） - 北条晴臣（長門裕之）の秘書・郷内繭子 役
- 小早川伸木の恋（2006年、フジテレビ） - 松金響子（小児科医） 役
- 愛の迷宮（2007年、東海テレビ） - 鮎川可奈子 役
- よろずや平四郎活人剣 第6話「暁の決闘」（2008年6月13日） 高江 役
- パズル 第9話（2008年6月13日） - 小橋京子 役
- 33分探偵 第4話（2008年8月23日） - 松本りんこ 役
- 刺客請負人 第2シリーズ 第6話（2008年8月29日） - おみや 役
- Xmasの奇蹟 （2009年11月 - 12月、東海テレビ）主演 - 堤（手島）直 役

2010年代
- 臨場 続章（テレビ朝日）
  - 第10話「最終章・渾身〜停止した時間〜」（2010年6月16日）
  - 第11話「最終章・渾身〜閉じられた備忘録〜」（2010年6月23日）
- 科捜研の女（テレビ朝日）
  - 科捜研の女Season 10 第2話（2010年7月22日） - パチンコ店パート・スナックのホステス・シングルマザー・団地の町会役員 植田栄子 役
  - 科捜研の女Season 18 第7話（2018年12月6日） - ブロガー・元CA 沢田紹子 役
- ハンチョウ〜神南署安積班〜 シリーズ3 第11話（2010年9月13日、TBS） - 久保田泉美 役
- カレ、夫、男友達（2011年11月 - 12月、NHK） - 富野久美 役
- デカ 黒川鈴木 第9話（2012年3月1日、読売テレビ） - 佐々木真紀 役
- おみやさん 第4話（2012年5月10日、テレビ朝日） - 伊部真紀 役
- 警視庁捜査一課9係 第7シリーズ 第1話（2012年7月4日、テレビ朝日） - 中尾絵里加 役
- 遺留捜査 第2シリーズ 第4話（2012年8月9日、テレビ朝日） - 平田洋子 役
- トッカン 特別国税徴収官 第8話（2012年9月5日、日本テレビ） - 常田桃花 役
- 警部補 矢部謙三2 第5話（2013年8月9日、テレビ朝日） - 清水愛花 役
- 猫侍（東名阪ネット6および5いっしょ3ちゃんねる他） - 猫専門店「猫見屋」の女主人・お七 役
  - 猫侍（2013年10月 - 12月）
  - 猫侍 Season2（2015年4月 - 6月）
- 怪奇大作戦 ミステリー・ファイル 第2話（2013年10月12日、NHK BSプレミアム） - 天野恵子 役
- 海の上の診療所 第1話（2013年10月14日、フジテレビ） - 宮脇和子 役
- チーム・バチスタ4 螺鈿迷宮 第6話（2014年2月11日、関西テレビ） - 高木佳苗 役
- SMOKING GUN〜決定的証拠〜 第3話（2014年4月23日、フジテレビ） - 水野悦子 役
- あすなろ三三七拍子 第4話（2014年8月5日、フジテレビ） - 野口景子 役
- 昼顔〜平日午後3時の恋人たち〜 第8話 - 最終話（2014年9月4日 - 25日、フジテレビ） - 佐倉亜紀 役
- 美しき罠〜残花繚乱〜（2015年1月 - 3月、TBS） - 滝本泉 役
- びったれ!!!（2015年1月 - 、テレビ神奈川） - 伊武清美 役
- 天使と悪魔-未解決事件匿名交渉課- 第2話（2015年4月17日、テレビ朝日） - 小久保郁子 役
- 最強のふたり〜京都府警 特別捜査班〜 第3話（2015年7月30日、テレビ朝日） - 相羽恵利香 役
- 相棒season14 第11話（2016年1月13日、テレビ朝日） - 女優・桜庭かなえ 役
- 警視庁・捜査一課長 season2 第4話（2017年5月11日、テレビ朝日） - 渋井貴子 役
- FINAL CUT 第7話 - 最終話（2018年2月27日 - 3月13日、関西テレビ） - 熊谷幸子 役
- ハイエナ 第1話 - 第3話（2023年10月20日 - 11月3日、テレビ東京） - 三鬼京子 役[5]
- ブギウギ 第65話（2024年1月4日、NHK） - 「藤子屋」の女将 役

#### スペシャル・単発
- 女たちの大坂城（1983年11月3日、読売テレビ）
- 花も嵐も踏み越えて 女優田中絹代の生涯（1984年4月2・9日、テレビ朝日） - 田中絹代の少女時代 役
- うちの子にかぎって2 SP1（1986年4月18日、TBS）
- 五稜郭（1988年、日本テレビ）
- 悪魔をやっつけろ!（1990年1月6日、TBS系列） - 高岡悠子 役
- 水曜グランドロマン「蟻地獄」（1990年2月28日、日本テレビ）
- テキ屋の新ちゃん(1)～(5)（1991年～1995年、TBS） - 中西久美子 役
- 柳生武芸帳 十兵衛あばれ旅（1991年10月1日、日本テレビ） - 百合姫 役
- 世にも奇妙な物語 「三日間だけのエース」（1991年11月21日、フジテレビ）
- 炎の料理人 周富徳物語（1995年12月1日）
- サザエさん6（1996年1月4日、フジテレビ）
- 校長がかわれば学校が変わる2（1998年12月28日、TBS系列 単発） - 吉永幸子 役
- きらきらひかる スペシャル（1999年4月23日、フジテレビ） - 斉藤ほのか 役
- 海の上のラブソング（1999年11月3日、広島ホームテレビ制作/テレビ朝日系）  主演
- 全国指名手配! 二つの顔を持つ女「逃亡女医」（2005年10月25日、日本テレビ）
- 松本清張ドラマスペシャル 波の塔（2006年12月27日、TBS系列） - 田沢輪香子 役　※同原作の2012年版にも出演
- 新幹線ガール（2007年7月4日、日本テレビ系列）
- 特命係長 只野仁 スペシャル '08 大手銀行派遣女子行員が仕掛けた罠（2008年2月2日、テレビ朝日系列） - 篠原純子 役
- 日本史サスペンス劇場（2008年、日本テレビ） - 歴史ドラマ篤姫 役
- 花嫁の父（2012年1月8日、毎日放送） - 星野百合子 役
- 松本清張没後20年特別企画 ドラマスペシャル 波の塔（2012年6月23日、テレビ朝日） - 常子 役　※同原作の2006年版にも出演

#### 2時間サスペンス
- 火曜サスペンス劇場（日本テレビ系列）
  - 心に秘めた幻の蝶（1994年12月13日）
  - いちど死んだ妻（2000年2月15日） - 向井千晶 役
  - 天使の居場所（2000年5月23日）
  - 臨床心理士(3) 「母の血色のルビーが招いた密室殺人」（2001年5月29日） - 島崎美幸 役
  - 街の医者・神山治郎 (2) 「出産拒否」（2001年11月6日） - 片倉悦子 役
  - 取調室(17)（2002年8月6日） - 熊沢ゆかり 役
  - 監察医・室生亜季子(33) 「笑った似顔絵」（2003年7月8日） - 桜井文子 役
  - 街の医者・神山治郎(6)「整形依存症の女」（2004年1月20日） - 古谷奈津子 役
  - 下町銭湯騒動記(4)（2004年2月17日） - 内藤美春 役
  - 警視庁鑑識班(17)「高山祭に彫った形見のペンダントにこもる怨念 30年ぶりの再会がもたらす復讐の毒牙」（2004年6月8日） - ブティック店長・渋谷紀枝 役
  - 容疑者（2005年2月22日） - 沢野よし子 役
- 火曜ドラマゴールド（日本テレビ系列）
  - 警視庁鑑識課〈第9班〉ミッドナイトブルー（2006年11月、日本テレビ） - 野田恭子 役
- ザ・サスペンス（TBS系列）
  - 非行女教師（1983年5月14日）
  - ママが消えた夏休み!（1983年7月30日）
  - 虞美人草（1984年1月7日）
  - マニラから来た女（1984年7月7日）
- 月曜ドラマスペシャル（TBS系列）
  - 赤川次郎サスペンス「冠婚葬祭殺人事件」（1997年8月、TBS） - 家元令嬢 役
- 月曜ミステリー劇場（TBS系列）
  - 万引きGメン・二階堂雪(8)「絆～きずな～」（2002年4月15日） - 武田純子 役
  - 税理士楠銀平の事件帳簿(1)「消えた遺言書」（2003年3月3日） - 野上恵美・友子 役
  - 上条麗子の事件推理(3)「死を呼ぶ遺産相続」（2003年4月14日） - 沢野美穂 役
  - 税務調査官・窓際太郎の事件簿(11)（2004年2月23日） - 中村花恵 役
  - 横山秀夫サスペンス「モノクロームの反転」（2005年6月13日） - 弓岡洋子 役
- 月曜ゴールデン（TBS系列）
  - 示談交渉人甚内たま子裏ファイル(5)（2007年6月18日） - 森田美由紀 役
  - 占い師みすず 事件は運命の彼方に(3)（2008年6月23日） - 本多小百合 役
  - 二重裁判（2009年6月1日）
  - 警視庁鑑識課〜南原幹司の鑑定〜（2011年3月28日）
  - 人間再生・工場長 岡田岩児（2011年7月11日） - 木津慶子 役
  - 探偵 左文字進(15)（2011年7月18日） - 雨宮早苗 役
- 月曜名作劇場（TBS系列）
  - 赤かぶ検事奮戦記(6)（2016年11月28日） - 行天燎子 役
- 金曜エンタテイメント（フジテレビ系列）
  - 鍵師(4)「盗まれた高額宝石を追え！」（1996年5月24日） - 近藤沙織
  - 浅見光彦シリーズ(9)「斎王の葬列」（1999年10月8日） - 小宮山佳鈴 役
  - 着物デザイナー 黛涼子の推理紀行(1)（2000年11月17日） - 藤堂初音 役
  - 温泉名物女将!湯の町事件簿(5)（2004年5月7日） - 戸田百合子 役
  - しあわせギフトお届け人 青野大洋(2)「杜の都の事件帖」（2004年7月23日） - 栗原綾音 役
  - ペット探偵の事件簿（2004年8月27日） - 吉川由香 役
  - 蓮丈那智フィールドファイル(1)「 凶笑面」（2005年9月16日） - 谷山玲子 役
  - 危ネェ二人 占い師・伊吹圭の事件ファイル（2005年11月18日） - 仲谷由里 役
  - 園長先生は名探偵（2006年3月17日、フジテレビ） - 片柳香苗 役
- 金曜プレステージ（フジテレビ系列）
  - 赤い霊柩車(27)「魔女の囁き」（2011年4月8日） - 石川マリ 役
  - 夏樹静子作家40年記念「第三の女」（2011年12月2日） - 久米悠子 役
- 土曜ワイド劇場（テレビ朝日系列）
  - 牟田刑事官事件ファイル 「切れた絆」（1995年） - 石田さち 役
  - 捜査検事・千草泰輔 不安な産声（1997年10月） - 大原久美役
  - 捜査回避（2002年3月） - 田辺佐織 役 ※収録は1998年
  - ドクVSデカ 心療内科医&殺人課刑事の捜査ファイル（2002年12月） - 河合裕美子 役
  - 山村美紗サスペンス「京都の祭に人が死ぬ」（2003年10月） - 杉井美知代 役
  - 森村誠一の終着駅シリーズ23「死差路・消えた1億円と孤独な死体!!東京タワーに交錯した女二人の復讐の結末」（2009年10月10日） - ケーキ店「ミモザ」経営者・二木聖子 役
  - 弁天祐美子法律事務所2（2009年11月） - 葛城潤子 役
  - 京都南署鑑識ファイル 狙われた映画女優〜連続殺人の罠!!（2010年11月6日） - 長瀬しのぶ 役
  - 弁護士・森江春策の事件3 透明人間の完全犯罪!!（2011年10月29日） - 松原美智代 役
  - 温泉若おかみの殺人推理25 鹿児島指宿～フルムーン旅行連続殺人!!（2013年5月4日） - 嶋田理恵 役
  - 東京駅お忘れ物預り所7 南紀白浜〜特急くろしお号12分間の殺意!!（2014年4月12日） - 杉浦奈那子 役
  - 山村美紗サスペンス 狩矢父娘シリーズ16 京都・嵐山〜鵜飼い殺人事件!（2014年8月30日） - 栗本カオリ 役
  - 広域警察5 婚活パーティに潜入捜査!容疑者は結婚詐欺師の被害者たち?（2014年10月25日） - 戸田沙織 役
  - ショカツの女10 出所した強奪犯殺害から始まる連続殺人と闇に消えた1億円の謎?（2015年5月16日） - 関根夕子 役
  - 鉄道捜査官16 富士河口湖・同窓会ツアー連続殺人! 山梨側から静岡側へ瞬間移動!?富士山縦断ダイヤトリック（2016年10月8日） - 平山みどり 役
- 女と愛とミステリー（テレビ東京系）
  - 西村京太郎サスペンス「四つの終止符」（2001年1月） - 石母田幸子 役
  - 旅行作家・茶屋次郎(2)「長良川殺人事件」（2002年） - 鳥居今日子 役
  - 軽井沢別荘殺人事件 夏樹静子“Cの悲劇”（2003年7月13日） - 和倉元美 役
- 水曜ミステリー9（テレビ東京系）
  - さすらい署長風間昭平(4)「とやま地獄谷殺人事件」（2006年） - 北森千佳子 役
  - 子だくさん刑事（2006年6月） - 川村陽子 役
  - 追いつめる 定年刑事最後の張り込み（2006年7月） - 海原妙子 役
  - 西村京太郎サスペンス・トラベルライター 榊佑子の殺人紀行（2008年1月） - 伊東みどり役
  - 神楽坂署生活安全課(5)(2008年10月)
  - 密会の宿(8)「北鎌倉心中 死ねなかった女」（2011年12月14日） - 吉岡咲子役
  - 森村誠一サスペンス・刑事の証明2 大都会の死角（2012年1月5日） - 相羽葉子刑事 役
  - 介護ヘルパー紫雨子の事件簿「青い鳥を待つ女」（2012年6月13日） - 岩崎由里 役
  - 検事・沢木正夫3 共犯者（2015年8月19日） - 藤木玲奈 役
  - 刑事吉永誠一 涙の事件簿(13)「湖で拾った女」（2016年1月6日） - 根室澪 役

### CM
- 関西テレメッセージ（1990年）
- ヒロセ（1991年）
- 明治乳業「KIHON」（1992年）
- 花王「エッセンシャル」（1992年）
- 広島銀行（1993年 - 1996年）
- 丸十小泉着物（1993年）
- 東京商科学院専門学校（1994年）
- サントリー「ビアカクテル レモン&ビア」（1996年）
- 第一生命（2009年）
- Blanc「薬用パーフェクトホワイト」（2013年）

### MV
- クラムボン「幸せ願う彼方から」（2013年）[6]

### 舞台
- Radiogenic リーディング・スペクタクル『下町日和』（2006、2007年）
- 天璋院篤姫（2010年）

## 写真集
- 少女の行方（1991年、東京書籍） 撮影:安珠 ISBN 4487752280
- わたし（1996年、ぶんか社） 撮影:伊藤隼也 ISBN 9784821121229
- PARIS HOLLYWOOD（1996年、ぶんか社） 撮影:小野麻早 ISBN 9784821120741
- メタモルフォーゼ（1997年、竹書房） 撮影:渡辺達生 ISBN 9784812403471